# John Henninger Reagan
John Henninger Reagan (Comtat de Sevier, Tennessee, 1818 - Palestine, Texas, 1905) fou un polític sudista. Fill de muntanyencs, el 1839 marxà a Texas, on lluità en la guerra contra els cherokees de Chief Bowl. El 1846 es graduà en lleis i fou escollit jutge de comtat. El 1855 fou membre del senat de Texas i el 1857 congressista als EUA. Quan Texas decidí unir-se als Estats Confederats d'Amèrica fou enviat al Congrés de Montgomery, on fou nomenat secretari de correus de la Confederació (1861). Confinat el 1865, acceptà la Unió i l'abolició de l'esclavatge. Tornà al Partit Demòcrata dels Estats Units i col·laborà en la redacció de la constitució del 1876. Fou secretari (ministre) de comerç estatal i el 1887 escollit senador per Texas. També fou membre de la Comissió de Ferrocarrils fins al 1903 i morí de pneumònia.